# Antiphonale missarum sextuplex
L'Antiphonale missarum sextuplex (Antiphonale Missarum Sextuplex, selon l'auteur) est une publication de six manuscrits du chant grégorien, sortie en 1935 par Dom René-Jean Hesbert auprès de l'abbaye Saint-Pierre de Solesmes. Il s'agit des chants de livre les plus anciens de ce chant, sans notation grégorienne. 

## Motif de publication
Inspiré de la publication de l'Antiphonaire du Mont-Blandin par Jacob van Pamele en 1571, l'auteur souhaitait sortir une œuvre plus scientifique et critique. Dom Hesbert avait consulté également les œuvres de Giuseppe Maria Tomasi et des Mauristes. 
Lors de la publication, l'œuvre était dédiée à Dom Paul-Grégoire Cagin de Solesmes. Dom Taillefer, Dom Eugène Cardine et Dom Marcel Blazy avaient soutenu sa rédaction.

## Six manuscrits
Il s'agit d'un livre composé de six manuscrits, un cantatorium et cinq graduels, les plus anciens du chant grégorien. En raison de leur ancienneté, tous les manuscrits manquent de notation, c'est-à-dire de neume, car celle-ci n'apparut que dans la deuxième moitié du VIIIe siècle, selon les documents restants. 
Ces sources sont :
1. M : Graduel de Monza (deuxième tiers du IXe siècle) ; Trésor de la cathèdrale de Monza ;
2. R : Antiphonaire de Rheinau, manuscrit Rh. 30 (vers 800) ; Zentralbibliotek de Zurich ;
3. B : Antiphonaire du Mont-Blandin, manuscrit 10127 - 10144 (vers 800) ;
4. C : Antiphonaire de Compiègne, manuscrit latin 17436 (deuxième moitié du IXe siècle) ; Bibliothèque nationale de France ;
5. K : Antiphonaire de Corbie, manuscrit latin 12050 (après 853) ; Bibliothèque nationale de France ;
6. S : Antiphonaire de Senlis, manuscrit 111 (quatrième quart du IXe siècle) ; Bibliothèque Sainte-Geneviève

En dépit des dénominations de l'auteur, ils sont des graduels d'après la définition stricte de nos jours,. 
Les premières pages se consacrent aux commentaires détaillés de ces manuscrits et quelques photos aussi s'y trouvent. L'auteur y ajoutait des renseignements concernant les fragments de Lucques :
1. M : p. ix - xi
2. R : p. xii - xiv
3. B : p. xv - xviii
4. C : p. xix - xx
5. K : p. xxi - xxii
6. S : p. xxiii - xxiv
7. Les fragments du manuscrit 490 de la Bibliothèque capitulaire de Lucques, p. xv - xvi

Avant les tableaux en synopsis, l'auteur donnait encore ses commentaires en détail sur ces manuscrits, d'une part selon le calendrier liturgique (p. xxxv - lxxxiii), d'autre part d'après le sanctoral (p. lxxxiii - cxviii). 
Les dernières pages sont réservées aux tables afin de faciliter l'usage :
1. Table général (alphabétique) : p. 225 - 230
2. Table par genre : p. 231 - 254
3. Table des saints : p. 254 - 255
4. Table des matières (index) : p. 256

## Sources supplémentaires
Afin de vérifier l'authenticité des textes, Dom Hesbert avait consulté également plusieurs documents liturgiques : 
1. Sacramentaire gélasien
  1. Vaticanus Regimensis 316
  2. Sacramentaire de Gellone
  3. Sacramentaire d'Angoulême
  4. Sacramentaire de Saint-Gall
  5. Sacramentaire de Rheinau
2. Sacramentaire grégorien
  1. Sacramentaire de Padoue
  2. Sacramentaire d'Hadrien (édition de Henry Austin Wilson, à la base des manuscrit Cambrai 164, Vaticanus Regimensis 337 et Ottobonianus 313)
3. Lectionnaire
  1. Comes de Wurzbourg
  2. Comes de Murbach
  3. Comes emendatus d'Alcuin

## Valeur
Alors que la création du chant grégorien se continua durant tout le Moyen Âge, par exemple les hymnes de saint Thomas d'Aquin († 1274), la composition du répertoire grégorien avait été close à la fin du VIIIe siècle environ,. Si bien que le texte de celui-ci, issu du document original selon le rite romain « vieux-fond », était effectivement fixé dans ces manuscrits. C'est pourquoi ces documents sont importants, notamment afin de vérifier l'authenticité.
Par ailleurs, l'auteur ne publia pas ce document, jusqu'à ce que soient complètement analysés les six manuscrits si précieux. Avec une immense prudence, ce musicologue avait sélectionné enfin la forme de synopse, afin de satisfaire ceux dont a besoin la particularité des matériaux : 

« Ayant attentivement comparé ces divers témoins, Dom Hesbert a constaté que chacun d'eux possède en propre des traits archaïques, que l'on peut considérer comme primitifs, et aussi des retouches, des omissions, des remaniements d'origine non romaine. Ils semblent donc se rattacher à l'ancêtre commun par autant de traditions différentes, toutes fort accidentées et obscures. ......... Au lieu d'une édition « critique » irréalisable, il nous donne une sextuple édition « diplomatique. » Les six manuscrits sont reproduits, en colonnes parallèles. »

## Qualité de l'édition
Dans son compte rendu au-dessus et publié en 1936, Michel Andrieu appréciait ces travaux :

« Elle a été réalisée de façon parfaite, au prix de beaucoup d'application et de patience. Les moindres détails paléographiques sont soigneusement notés. ......... cette belle édition de l'Antiphonale Missarum sera désormais et définitivement classique. »

## Publications
- publication originale :

1935 : Vromant, Bruxelles
- réimpression :

1967 : Herder, Rome, 256 p [lire en ligne]
1. ↑  p. 225
2. ↑  p. vii
3. ↑  p. v
4. 1 2  p. viii
5. ↑  p. ix - xxiv
6. ↑  p. xxxi - xxxii

## Postérité

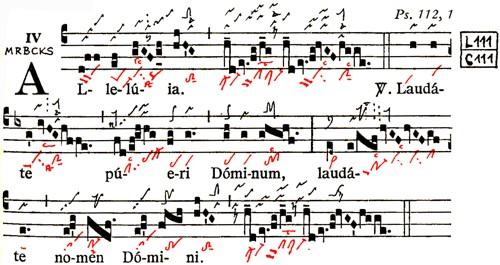
Graduale Triplex (1979). L'origine du texte du chant est effectivement précisée, avec les abréviations MRBCKS.

Par ailleurs, les chercheurs découvrirent encore la qualité du graduel de Monza, manuscrit attribué vers 820. Comme le cantatorium de Monza ne compose que des chants pour les solistes, cette découverte était précieuse. Avec l'abréviation M' pour celui-ci, on emploie dorénavant les MM'RBCKS.